# 解方
解方（1908年—1984年4月9日），原名解如川，字沛然，吉林省东平（今东丰县小四平镇）人。少将军衔，毕业于日本陆军士官学校，曾任中国人民志愿军参谋长。

## 生平

### 少年、在东北军
解方在奉天第三高等中学读书时，与张学良胞弟张学铭是同学。因为张学铭欣赏解方出众的才华，故邀请解随其前往日本读书。在国军中官至少将，在解放军中也是少将，所以被称为“双料少将”。
在东京成城学校学习日语，并初涉军事。在日本学习半年後，张学良调解方回国。国内短暂的军旅生活後，1928年进入日本陆军士官学校第二十期步兵科进修，并按照规定服役于日军第3师团第6联队。因为不久之后发生济南惨案，该联队被调派前往中国支援侵华日军，解方愤而离队。日本为拉拢奉系军阀，并没有追究，解方仍进入学校学习。
日本陆军士官学校毕业后在日军见习半年後于1930年回国，任天津市保安总队队长、天津市警察局侦缉队长（当时张学铭任天津市市长兼公安局长）。九一八事变后，1931年11月8日晚10时30分驻天津日本军在土肥原贤二指挥下，分3路向市政府和市警察局大楼发起猛烈进攻。解方率领保安队凭借简易工事，给日军迎头痛击。1931年12月1日清晨，日军在炮火的掩护下再次发动大规模进攻。解方率领保安队顽强反击，取得胜利。史称“天津事件”。
1935年在东北军第五十一军军部参谋处任二科中校科长，积极对于学忠、张学良进行反蒋、联共抗日的宣传。曾三次被张学良派赴广西密见李宗仁、白崇禧，联络合作抗日。西安事变发生时，他密传张学良亲电，使驻兰州的东北军于学忠部队及时参加反蒋行动，把驻兰州的中央军全部缴械。1937年2月任中共东北军上层工作委员会委员，随东北军东调苏北。参加徐州会战的台儿庄战役。1939年初任第五十一军第一一三师第三三七旅上校副旅长。1939年夏任第一一四师少将参谋长，中共五十一军（地下）工委书记。

### 投身革命
1931年参加革命，1936年4月加入中国共产党。1941年6月奉命到延安。1942年毛泽东和周恩来亲自接见，并建议改名为解方（谐音“解放”），任中央军委情报部三局局长。1942年进入延安中央党校学习，任中共中央党校军事训练班秘书长。1945年任八路军120师358旅参谋长、吕梁军区参谋长。
抗战胜利后，到东北工作，恢复使用旧名“解沛然”，任万毅的“东北挺进支队”参谋长、1945年11月辽宁军区副司令员兼参谋长、1949年1月调到东北民主联军总部任副参谋长兼参谋处长。四平保卫战的前夕，调任辽北军区副司令员兼参谋长兼任万毅的第七纵队副司令员兼参谋长。1946年5月四平失守后出任重新组建的辽东军区副司令员兼参谋长，组织部队从城市撤到梅河口、东丰、西丰、西安、辉南、清源等县农村，指挥军区杨靖宇支队的第4团、第5团围攻西安城的青年军207师的1个团。1946年8月杨靖宇支队改称辽东军区独立第二师，兼任师长。1946年9月末，东北国军打破停战令，发起对南满与北满进攻的前夕，东北民主联军命令辽东军区第三纵队切断中长铁路，首先攻克西丰县城，求得歼敌一部，然后西进威远堡，进攻新开原、老开原，拦腰切断中长铁路，牵制和拖住国军使其不能北上进犯哈尔滨。解沛然兼任三纵副司令员兼参谋长。三纵作战部署为：
- 第九师攻打西丰县城
  - 25团一营从城东突破，其余两个营为师预备队
  - 26团从城西突破
  - 27团攻击城北266高地等6个制高点
- 第八师于谢家营、北山城镇准备阻击梅河口出援之敌
- 第七师于石河驿、乌龙岭准备阻击西安出援之敌。10月3日驻西安的青年军207师第2旅第5团增援西丰的两个营，当日下午其先头营被第七师伏击，歼灭300余人，缴获重机枪4挺,轻机枪12挺,迫击炮5门,枪支150余枝。
- 辽宁军区独立第二师于太平岭地区（西丰县城东南）掩护第九师侧翼，10月3日歼灭由西安增援西丰的敌军4个连。
- 辽宁军区独立第三师于拐磨子地区（西丰县城以西）掩护第九师侧翼

10月2日21时，三纵九师对西丰县城展开总攻。10月4日晨，县城守敌860余人被全歼，207师工兵营营长周民强阵亡，毙伤300余名，缴获轻机枪40余挺，重机枪4挺，六零迫击炮5门，冲锋枪30余支。10月5日上午，九师向西开进，当日下午歼灭威远堡守军一个营，10月6日逼近开原。清河以北、大庙沟以南，以及开原以南，中固站以北的铁路线被破坏钢轨和路基。“东总”对西丰战斗致电嘉奖：“歼灭守敌及增援的一个营，这一胜利是对破坏停战协议背信弃义之蒋军有力打击”。西丰战斗后，国军2个主力师，以及大批逃亡地主、政治土匪组成的还乡团向辽宁二分区疯狂反扑，解沛然率领军区、军分区部队、各县党政机关地方武装转移到通化八道江。辽宁军区决定成立西丰东丰西安联合县敌后武工队、京（新宾）柳（柳河）清（清原）通（通化）边区武工队，辽宁军区独立第三师与辽宁军区第二军分区合并，坚持敌后游击战争。1946年12月开始的四保临江战役期间，解沛然指挥李红光支队、军区3个独立团在柳河、辉南、濛江一带对敌斗争。辉南战斗，率领一个独立团与李红光支队以很小的代价全歼守敌2个保安团。
东北夏季攻势前夕的1947年5月上旬，解沛然向辽东军区肖劲光司令员、陈云政委建议：要攻克梅河口，必须先扫清外围之敌。5月13日，南山城子之战打响。
1948年11月任第四野战军第十二兵团兼湖南军区参谋长。第四野战军暨中南军区司令部教育处处长并兼中南军政大学教育长。

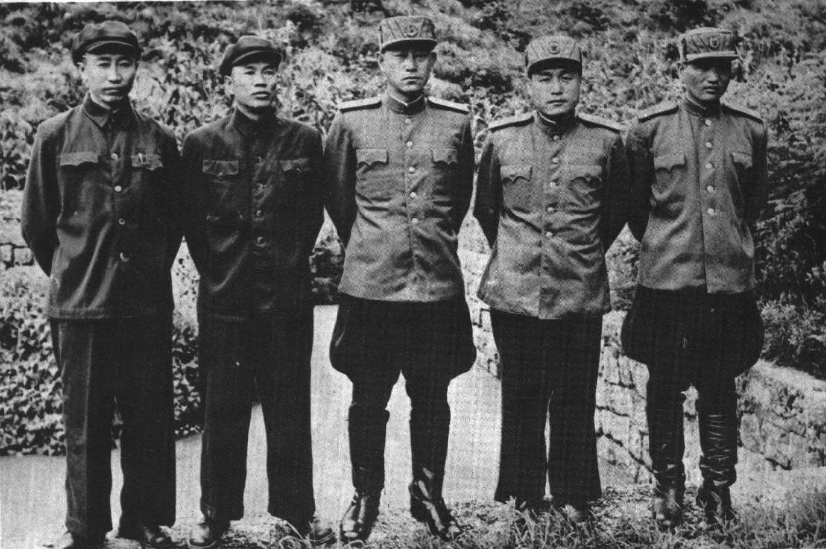
1951年朝鲜战争谈判代表团，分别为解方、邓华、南日、李相朝 、张平山

1950年解方改任中国人民解放军第40军副军长。1950年3月5日，解方率356团攻打涠洲岛并取得胜利。
抗美援朝战争中，解方任中国人民志愿军参谋长，因解方精通日语，粗通英语聪明机智，所以还担任朝鲜停战谈判志愿军代表、朝中方面代表团代表。朝鲜政府授予他自由独立一级勋章和共和国一级国旗勋章。
朝鲜停战后，归国任中央军委军训部副部长、1954年任日内瓦会议越南停战谈判中方顾问、军事学院科学研究部部长、副教育长，高等军事学院教育长、副院长，后勤学院副院长等职。
1955年，被授予少将军衔，排名第一。获二级独立自由勋章、一级解放勋章。
文革时，他被诬蔑为“吕正操、张学思、解方、阎宝航、高崇民、贾陶、刘澜波东北反党集团”，入狱8年。

## 各方评价
- 彭德怀：“解方这样的军事外交人才不多呀！”
- 天津事变平息后，国民政府授予解方等四人青天白日勋章，被称为张学铭麾下“四大金刚”。土肥原贤二感叹：“想不到学生打老师这么狠。”